# Henri Epstein (physicien)
Pour les articles homonymes, voir Henri Epstein et Epstein.
Henri Epstein, né le 24 septembre 1932 à Paris et mort le 15 août 2024 à Levallois-Perret, est un physicien mathématicien français. Il a notamment travaillé sur la théorie quantique des champs relativistes et sur les systèmes dynamiques.

## Biographie
Henri Epstein a effectué ses études à l’École polytechnique (X1953). Au cours de sa dernière année, il a été attiré par la physique théorique grâce à Louis Michel. Il s'est intéressé à la théorie quantique des champs et a obtenu sa thèse dans ce domaine en 1965. Il a effectué des séjours au CERN où il a collaboré avec Vladimir Glaser (en), ainsi qu'à l'Institute for Advanced Study, sur invitation de Arthur Wightman. De 1971 jusqu'à la fin de sa vie, il a travaillé à l'Institut des hautes études scientifiques en tant que chercheur au CNRS et, après sa retraite, en tant que chercheur émérite.

## Travaux remarquables
En 1965, avec Jacques Bros et Glaser, il démontre la propriété de croisement pour l'amplitude de diffusion des particules 2 en 2,,. Ce résultat classique forme une de base pour l'étude de la matrice S relativiste dans le cadre du programme de bootstrap (en). En 1965, avec Glaser et Arthur Jaffe, il démontre que la densité d'énergie des champs quantiques prend nécessairement des valeurs négatives. En 1973, avec Glaser, il trouve une nouvelle approche à la théorie de renormalisation, où les divergences ultraviolettes sont absentes dans les calculs des diagrammes de Feynman. Dans les années 1980, il s'intéresse aux systèmes dynamiques discrets, à l'universalité de Feigenbaum. Dans ce domaine, en 1986, il démontre l'existence d'une solution de l'équation de point fixe de Feigenbaum-Cvitanović avec une nouvelle méthode purement analytique (tandis que les premières démonstrations nécessitaient l'utilisation d'un ordinateur).